# Carlene Carter
Carlene Carter, egentligen Rebecca Carlene Smith, född 26 september 1955 i Nashville, Tennessee, är en  amerikansk countryartist och låtskrivare. Hon är dotter till Carl Smith och June Carter. Föräldrarna skilde sig när Carlene var två år. När hon var tolv gifte sig hennes mor med Johnny Cash. Carlene Carter var 1979–1990 gift med Nick Lowe. Från 2006 till 2020 var hon gift med musikern Joe Breen.
1993 hade hon från albumet Little Love Letters en hit med låten "Every Little Thing".

## Diskografi (urval)
Studioalbum
- Carter (1978)
- Two Sides to Every Woman (1979)
- Musical Shapes (1980)
- Blue Nun (1981)
- C'est C Bon (1983)
- I Fell in Love (1990)
- Little Love Letters (1993)
- Little Acts of Treason (1995)
- Stronger (2008)
- Carter Girl (2014)

Livealbum
- Hurricane: Live at the Crazy Horse (1994)

Samlingsalbum
- Hindsight 20/20 (1996)
- The Platinum Collection (2007)

Singlar (topp 50 på Billboard Hot Country Songs)
- "Do It in a Heartbeat" (#42) (1979)
- "I Fell in Love" (#3) (1990)
- "Come On Back" (#3) (1990)
- "The Sweetest Thing" (#25) (1991)
- "One Love" (#33) (1991)
- "Every Little Thing" (#3) (1993)
- "I Love You 'Cause I Want To" (#50) (1994)
- "Something Already Gone" (#43) (1994)